# وين بيرسي
وين بيرسي (بالإنجليزية: Win Percy)‏ هو سائق سيارة سباق بريطاني، ولد في 28 سبتمبر 1943 في Tolpuddle ‏ في المملكة المتحدة.

## روابط خارجية
- وين بيرسي على موقع DriverDB.com (الإنجليزية)